# 1918 en sport

Cet article présente les faits marquants de l'année 1918 en sport.

## Baseball
- Les Boston Red Sox remportent les World Series face aux Chicago Cubs

## Football
- Rangers champion d’Écosse.
- 5 mai : première finale de la Coupe de France. L'Olympique de Pantin bat le FC Lyon 3-0. Émile Fiévet signe un doublé ; Darques clôt la marque. Voir Coupe de France de football 1917-1918.
- 5 mai : Servette Genève remporte le Championnat de Suisse.
- 12 mai : Real Union Irun remporte la Coupe d’Espagne face au Madrid FC, 2-0.
- Le Racing Club est champion d'Argentine.

## Hockey sur glace
- Les Toronto Arenas remportent la Coupe Stanley. voir : Saison 1917-1918 de la LNH
- Le domicile des Wanderers de Montréal de la LNH prend feu.
- HC Bellerive Vevey champion de Suisse (Ligue Internationale).
- HC Berne champion de Suisse (Ligue Nationale).

## Rugby à XV
- Le Racing club de France est champion de France.

## Rugby à XIII
- South Sydney remporte la Winfield Cup, championnat d’Australie.

## Tennis
- 38e édition du championnat des États-Unis :
  - L’Américain Lindley Murray s’impose en simple hommes.
  - L’Américaine Molla Bjurstedt s’impose en simple femmes.

## Naissances
- 20 février : Joseph Jadrejak, footballeur puis entraîneur français († 24 novembre 1990).
- 21 février : Louis Dugauguez, footballeur puis entraîneur français, sélectionneur de l'équipe de France A en 1967-1968. († 22 septembre 1991).
- 25 février : Barney Ewell, athlète américain, champion olympique du relais 4 × 100 mètres aux Jeux de Londres en 1948. († 4 avril 1996).
- 26 avril : Fanny Blankers-Koen, légendaire athlète néerlandaise. († 25 janvier 2004).
- 4 mai : Pelageya Danilova, gymnaste artistique soviétique, morte le 30 juillet 2001.
- 23 mai : Frank Mancuso, joueur de baseball américain. († 4 août 2007).
- 28 juin : Georges Dard, footballeur français († 2 mai 2001).
- 26 septembre : Angel Amadeo Labruna, footballeur argentin († 19 septembre 1983).
- 9 octobre : Velma Dunn Ploessel, nageuse américaine, médaille d'argent du plongeon au tremplin de 10 mètres aux Jeux de Berlin (1936). († 8 mai 2007).
- 3 novembre : Bob Feller, joueur de baseball américain (lanceur), qui joua dans la Ligue majeure de baseball de 1936 à 1956 († 15 décembre 2010).
- 13 décembre : Bill Vukovich, pilote automobile américain, double vainqueur des 500 miles d'Indianapolis. († 30 mai 1955).
- 30 décembre : Lucien Leduc, joueur puis entraîneur de football français. († 17 juillet 2004).